# Cryptochironomus nilogenes
Cryptochironomus nilogenes är en tvåvingeart som beskrevs av Jean-Jacques Kieffer 1925. Cryptochironomus nilogenes ingår i släktet Cryptochironomus och familjen fjädermyggor.
Artens utbredningsområde är Egypten. Inga underarter finns listade i Catalogue of Life.